# 大島氏 (馬寮)
大島氏（おおしまし）は、左右馬寮を管轄した氏族。正親町三条家の家臣になる者もいた。

## 概要

### 左馬寮家
左馬寮家の祖・大島（立野）友貞は井伊掃部頭（直孝か）の家臣である柴田作平源常久と岡本半右衛門娘の子である。延宝3年（1675年）5月20日に生まれ、正徳6年（1716年）6月7日に左馬寮家として取り立てられた。

### 右馬寮家
右馬寮家の祖・大島（立野）武教は立野某の子である。慶長6年（1601年）6月7日に右馬大允に任官された。『八槐日記』宝暦12年（1762年）閏4月25日条によると、大島興武には子供がいなかったため、養父・政武や左馬少允・大島友慶とともに願書を提出し、曇華院宮家司の結城杢三の子・富（当時15歳）を養子にした。津田義見の代に姓を藤原氏、氏を津田氏へと改め、大島友武の代に姓を源氏、氏を大島氏へと改めた。『兼胤卿記』安永4年（1775年）3月27日条によると、幕府による禁中の取り締まりが強化された影響で津田義見が斬刑となったという。大島直武の次男は高橋親宗の養子となり高橋宗直を名乗った。

### 「大島氏家記」
大島氏は元は安田氏を称しており、天正年間に初代の大島宗昌が戦乱を逃れて山城国乙訓郡上里村に居住したことから始まった。宗昌の孫・大島昌重は正親町三条家に仕官した。大島氏は京都町奉行による帯刀改めで認められた「帯刀人」であり、医師や学芸人として活動していたものの、元禄～宝永期頃に同じく上里村に居住していた小野家に対し劣勢となったために村政から手を引き、地位挽回のために宝永4年（1707年）に上里村の領主である正親町三条家の家来となり、「正六位上・大島数馬立野直武」を拝命した。当初は当主の親が公家侍・大島数馬、息子が百姓・利左衛門というように父子で「分業」していたが、それが困難になり、安永期には同一人物が公家侍と百姓という「壱人両名」になり、明治期に至ったという。

### その他
『山城名勝志』の作者である大島（源）武好は山城国乙訓郡鳥羽の人で家は菓子屋であったが、官家に奉公し宝永元年（1704年）12月16日に正六位上馬少允に叙任され、同7年（1710年）3月26日に享年70歳で亡くなっている。